# بید (فیلم)
ویلو (انگلیسی: Willow) فیلمی آمریکایی در ژانر شمشیر و جادوگری فانتزی تاریک به کارگردانی ران هاوارد است که در سال ۱۹۸۸ منتشر شد. واریک دیویس، جوآن ولی، وال کیلمر، بیلی بارتی، و جین مارش از بازیگران فیلم هستند. دیویس نقش شخصیت اصلی را به تصویر می‌کشد، یک جادوگر مشتاق که با یک جنگجوی سرکش (کیلمر) متحد می‌شود تا از یک پرنسس کودک در برابر یک ملکه شیطانی (مارش) محافظت کند.
ویلو در تاریخ در ۲۰ مه ۱۹۸۸، در ایالات متحده اکران شد. فیلم با واکنش‌های ضد و نقیضی از سوی منتقدان همراه بود که جلوه‌های بصری و طراحی شخصیت‌ها مورد تحسین قرار گرفت، اما منتقدان نسبت به کارگردانی و فیلم‌نامه فیلم انتقاداتی داشتند. ویلو ۱۳۷ میلیون دلار در سراسر جهان فروش کرد در حالی که ۳۵ میلیون دلار بودجه ساخت آن بوده است. 

## بازیگران
- واریک دیویس
- وال کیلمر
- جوآن ولی
- جین مارش
- بیلی بارتی
- کوین پولاک
- گاوان اوهرلیهی